# Parcs nationaux et réserves naturelles d'Israël

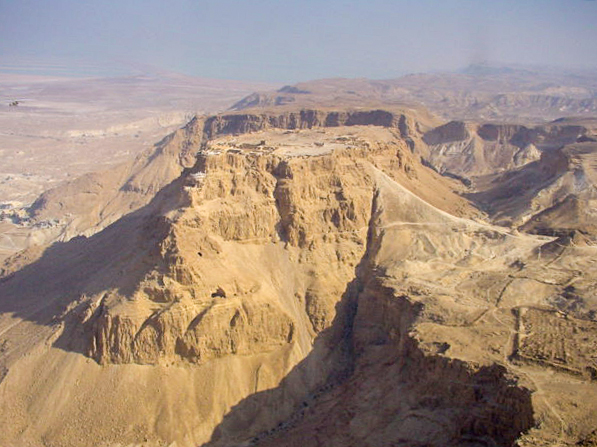
Parc national de Masada.

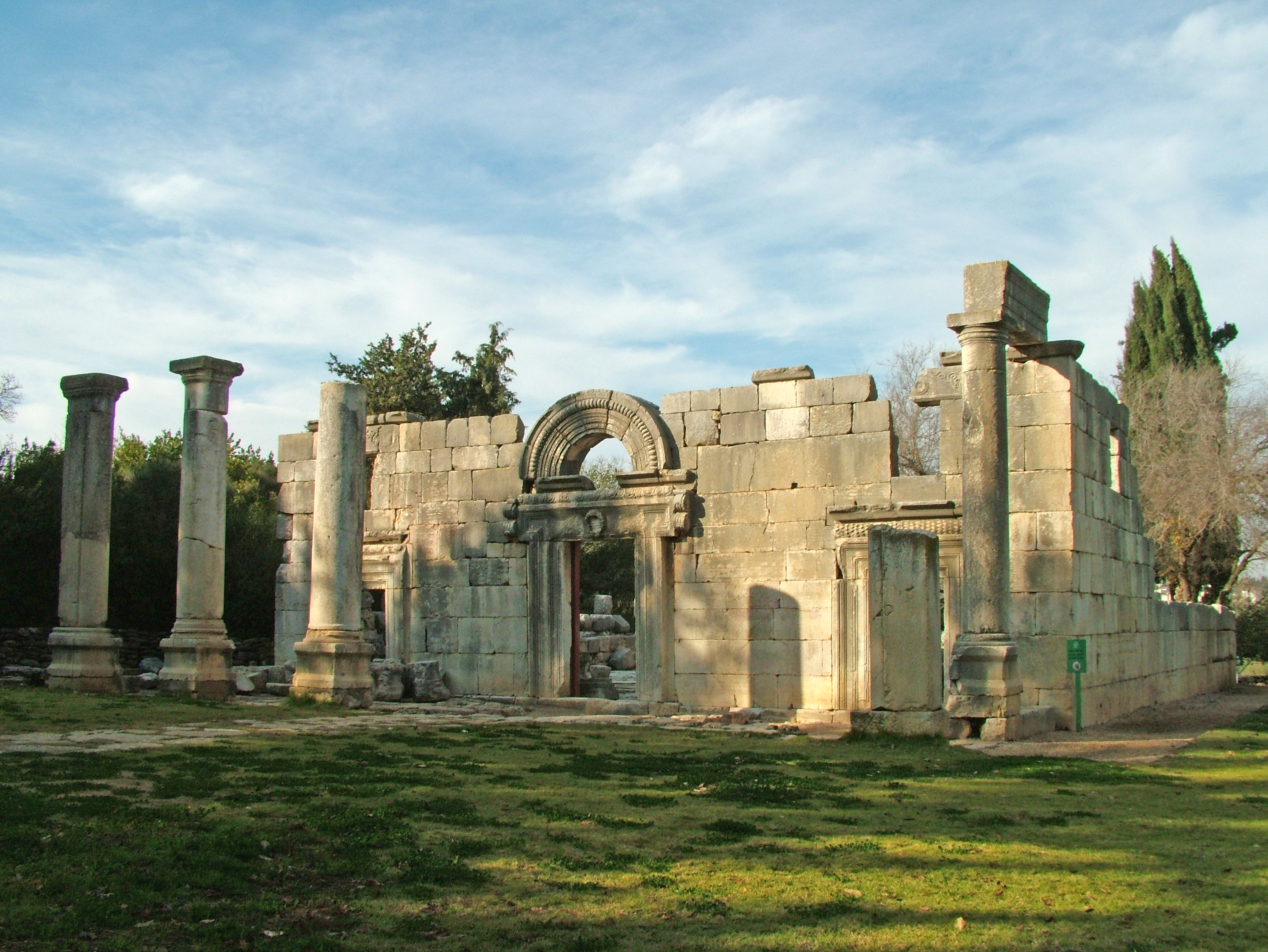
Ruines d'une ancienne synagogue dans le parc national de Bar'am.

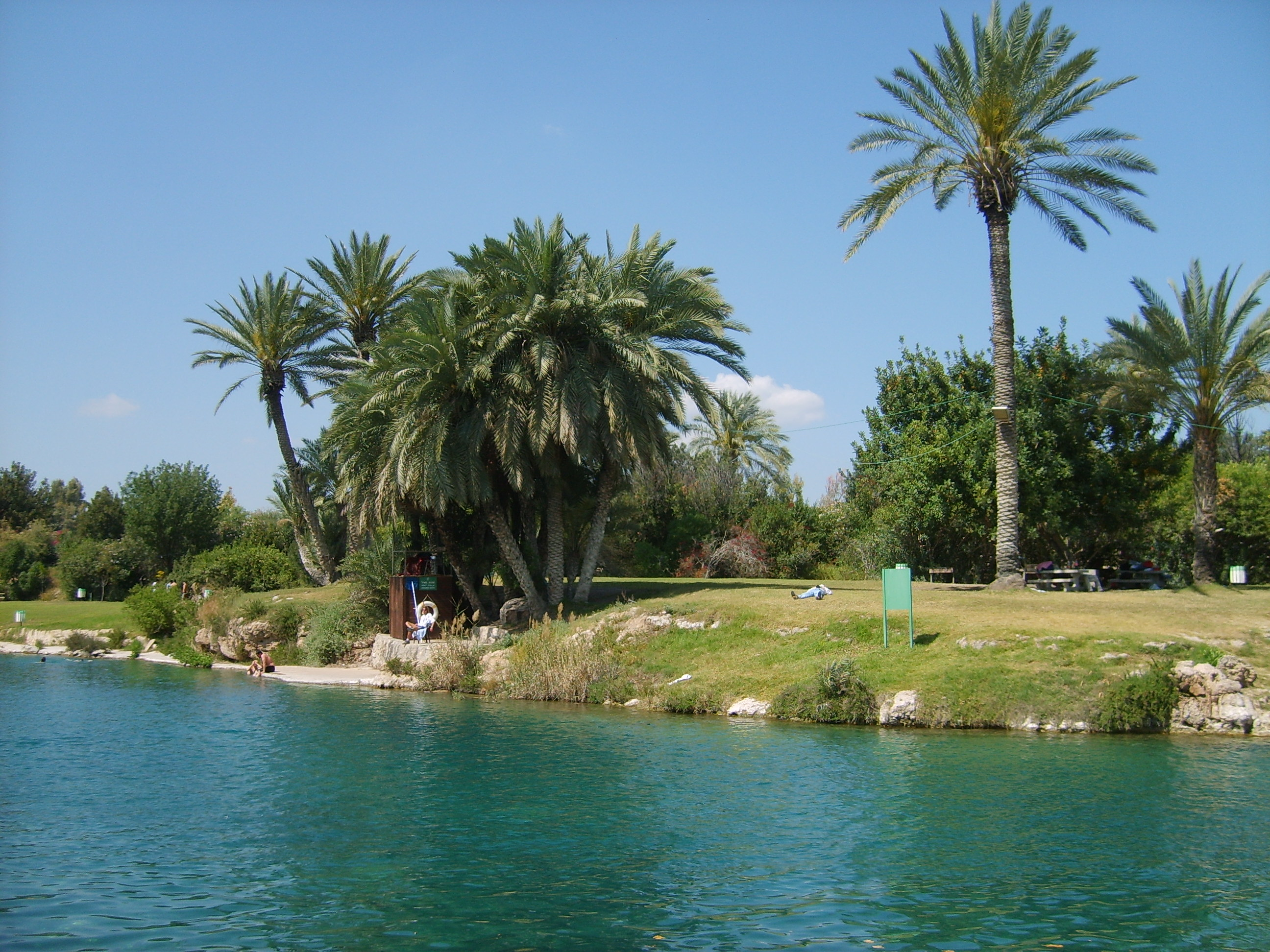
Piscine naturelle d'eau tempérée à Gan HaShlosha.

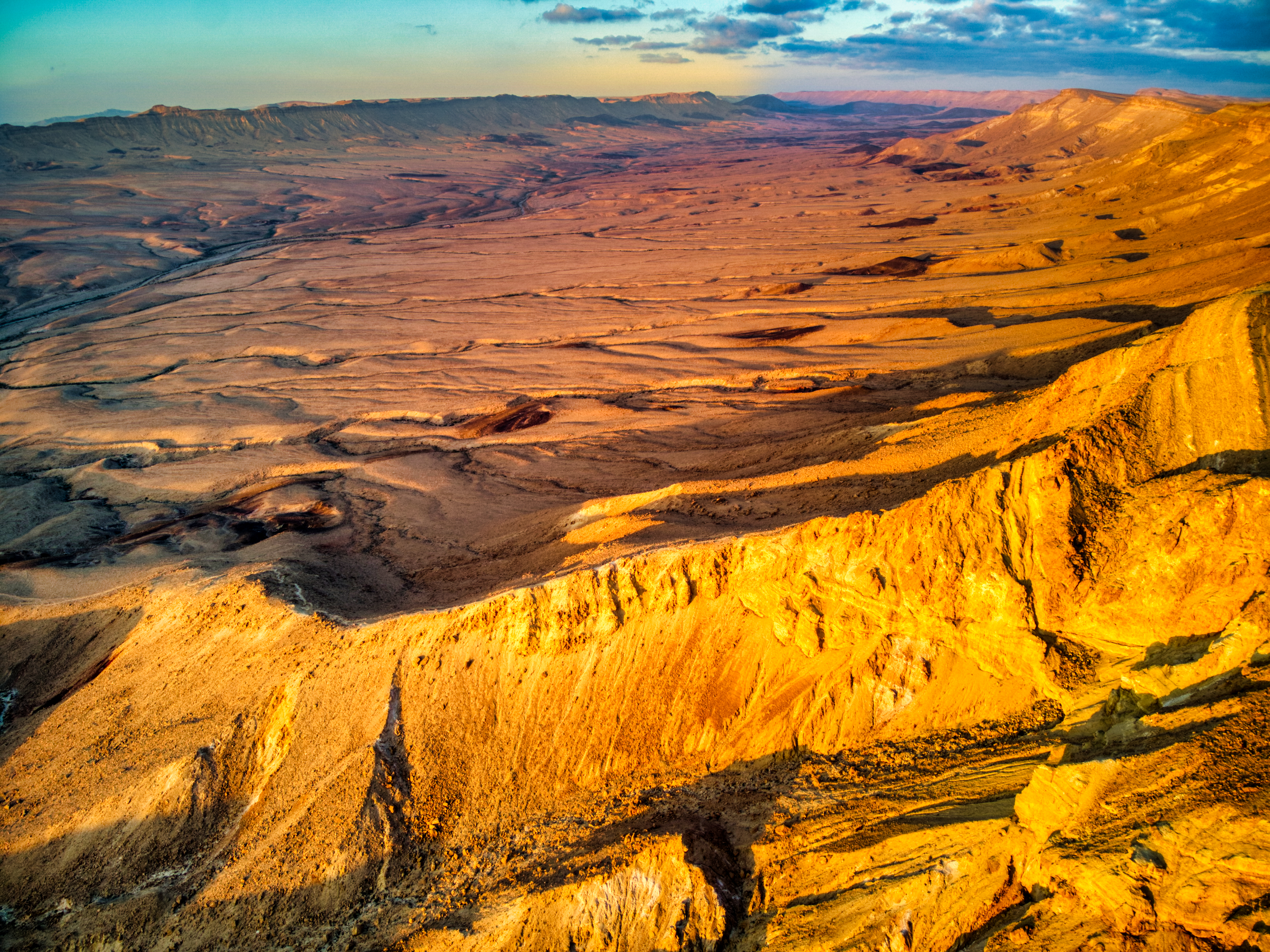
Vue aérienne du Makhtesh Ramon.

Les parcs nationaux d'Israël sont des sites historiques ou des réserves naturelles, qui sont principalement exploités et entretenus par la Direction de la Nature et des Parcs d'Israël. En 2015, Israël gère 81 parcs nationaux et plus de 400 réserves naturelles, dont beaucoup se trouvent en Cisjordanie occupée, qui protègent 2 500 espèces de plantes sauvages indigènes, 32 espèces de poissons, 530 espèces d'oiseaux et 100 espèces de mammifères,.
Les parcs et réserves ont souvent été déclarés autour des ruines des villes et villages dépeuplés puis démolis lors de l'expulsion et de la fuite des Palestiniens de 1948 ; 182 zones historiques construites par des Palestiniens sont situées dans les parcs et réserves d'Israël,. Certains parcs sont situés sur des sites archéologiques tels que Tel Megiddo, Beït Shéan, Ashkelon et Kursi. D'autres, comme le ruisseau Alexander, le parc national du mont Carmel ou Hurshat Tal, se concentrent sur la nature et la préservation de la flore et de la faune locales. Plusieurs parcs et réserves naturelles proposent des possibilités de camping, comme des terrains de tentes et des bungalows, ouverts aux petits groupes et aux campeurs individuels. Certains d'entre eux sont situés dans les territoires occupés par Israël, sur le plateau du Golan et en Cisjordanie.
En 2011, les parcs nationaux les plus populaires étaient le parc Hayarkon, Césarée, Ein Gedi et Tel Dan.

## Histoire

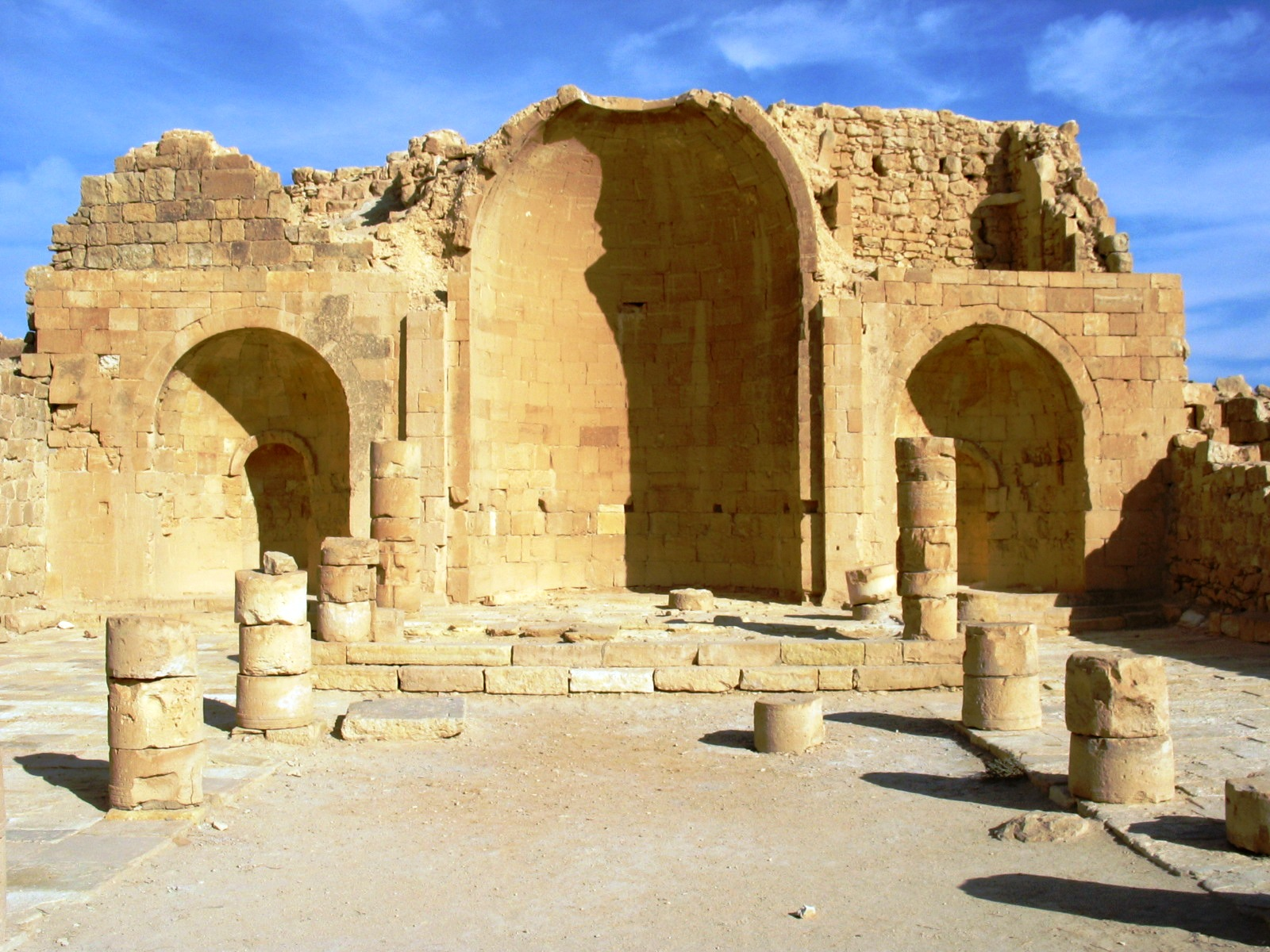
Parc national de Shivta, site classé au patrimoine mondial de l'UNESCO.

À partir des années 1920, le gouvernement mandataire britannique a adopté des lois visant à préserver la faune et la flore locales. En 1924, une loi sur la chasse a été publiée et en 1926 une ordonnance sur les forêts a été publiée. De nombreux sites, tels que les forêts du mont Carmel et du mont Méron, ont été déclarés réserves forestières ; certains arbres ont été déclarés protégés.
En 1953, la Knesset a adopté la loi sur la protection de la faune (חוק הגנת חיות-הבר) et le ministre de l'Agriculture a été nommé pour sa mise en œuvre. En 1955, le département pour l'amélioration du paysage du pays (המחלקה לשיפור נוף הארץ) a été créé au sein du cabinet du Premier ministre israélien, qui a été chargé de la mise en place d'infrastructures touristiques. Le département a créé un certain nombre de parcs nationaux bien connus, tels que Gan HaShlosha, Césarée, Shivta et Avdat. À la suite de l'assèchement écologiquement désastreux du lac Houla et de la pression publique qui en a résulté, la réserve de Houla a été créée en 1964, qui a été la première réserve naturelle déclarée en Israël. En 1963, la Knesset a approuvé la « loi sur les parcs nationaux et les réserves naturelles » (חוק הגנים הלאומיים ושמורות הטבע), dont le processus législatif avait déjà commencé en 1956. En conséquence, deux autorités ont été créées : l'Autorité des parcs nationaux et l'Autorité des réserves naturelles. En 1998, les deux autorités ont fusionné en un seul organisme : la Direction de la Nature et des Parcs d'Israël.
La dernière observation d'un Léopard d'Arabie a eu lieu dans la région nord d'Arabah en 2010/11. Il est possible qu'il soit éteint dans le pays.

## Parcs et réserves

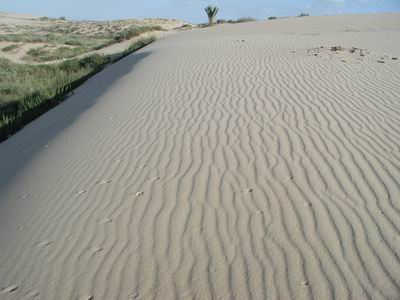
Parc de dunes de sable de Nitzanim, Ashdod.

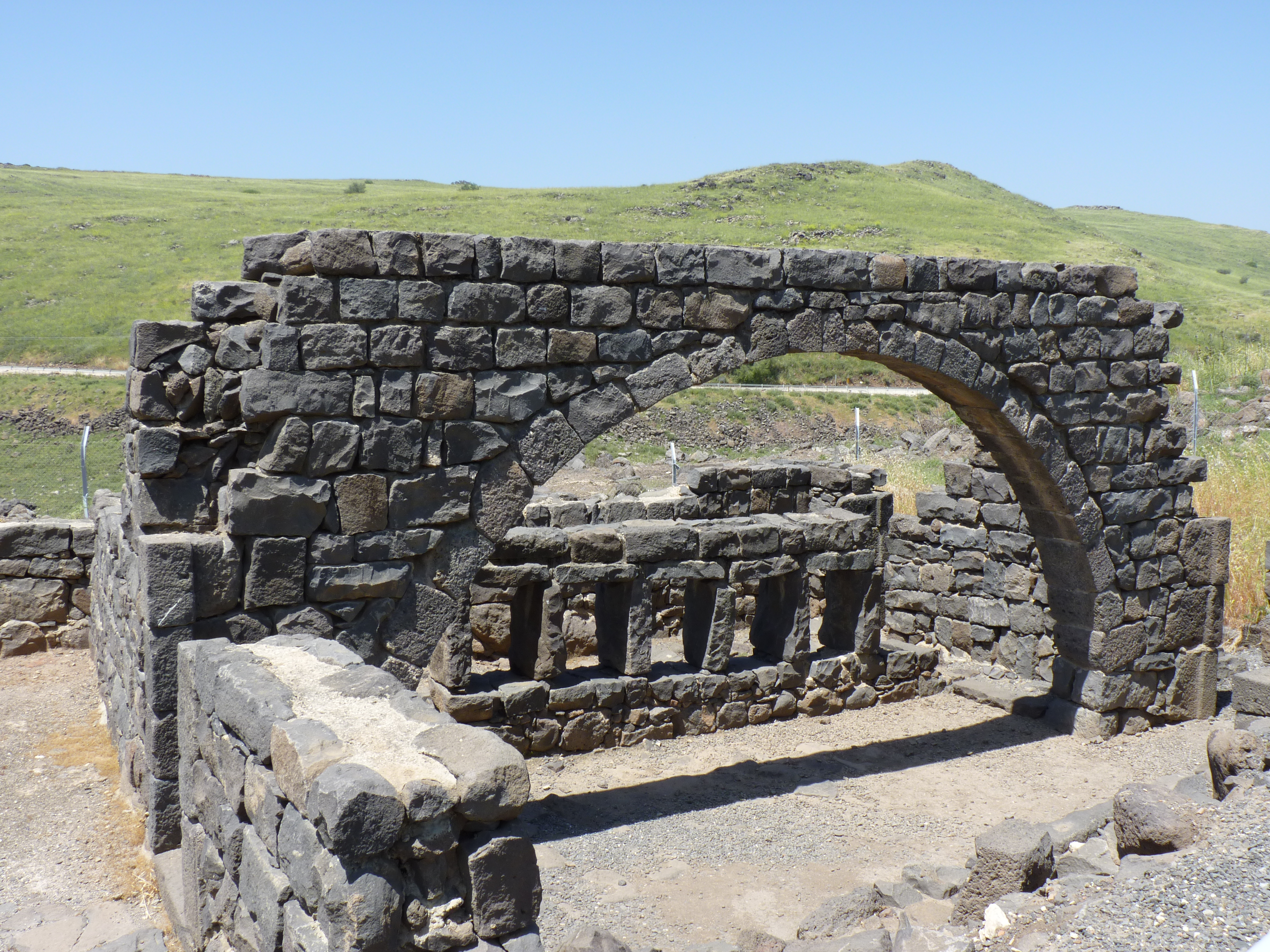
Parc national de Korazim.

En Israël, la distinction entre parcs nationaux et réserves naturelles est souvent difficile à faire. Les parcs nationaux sont dans la plupart des cas centrés sur des sites archéologiques, mais incluent parfois des habitats naturels protégés. Les réserves naturelles abritent souvent non seulement une faune et une flore protégées, mais aussi des sites archéologiques majeurs. La réserve naturelle du ruisseau Hermon, par exemple, couvre une étendue de terre boisée, mais aussi les vastes vestiges de l'ancienne ville de Baniyas/Césarée de Philippe. Parfois, une séparation administrative est faite, comme par exemple dans l'oasis du désert de Judée d'Ein Gedi, qui abrite à la fois le parc national des antiquités d'Ein Gedi et la réserve naturelle d'Ein Gedi.

### Parcs nationaux en Israël

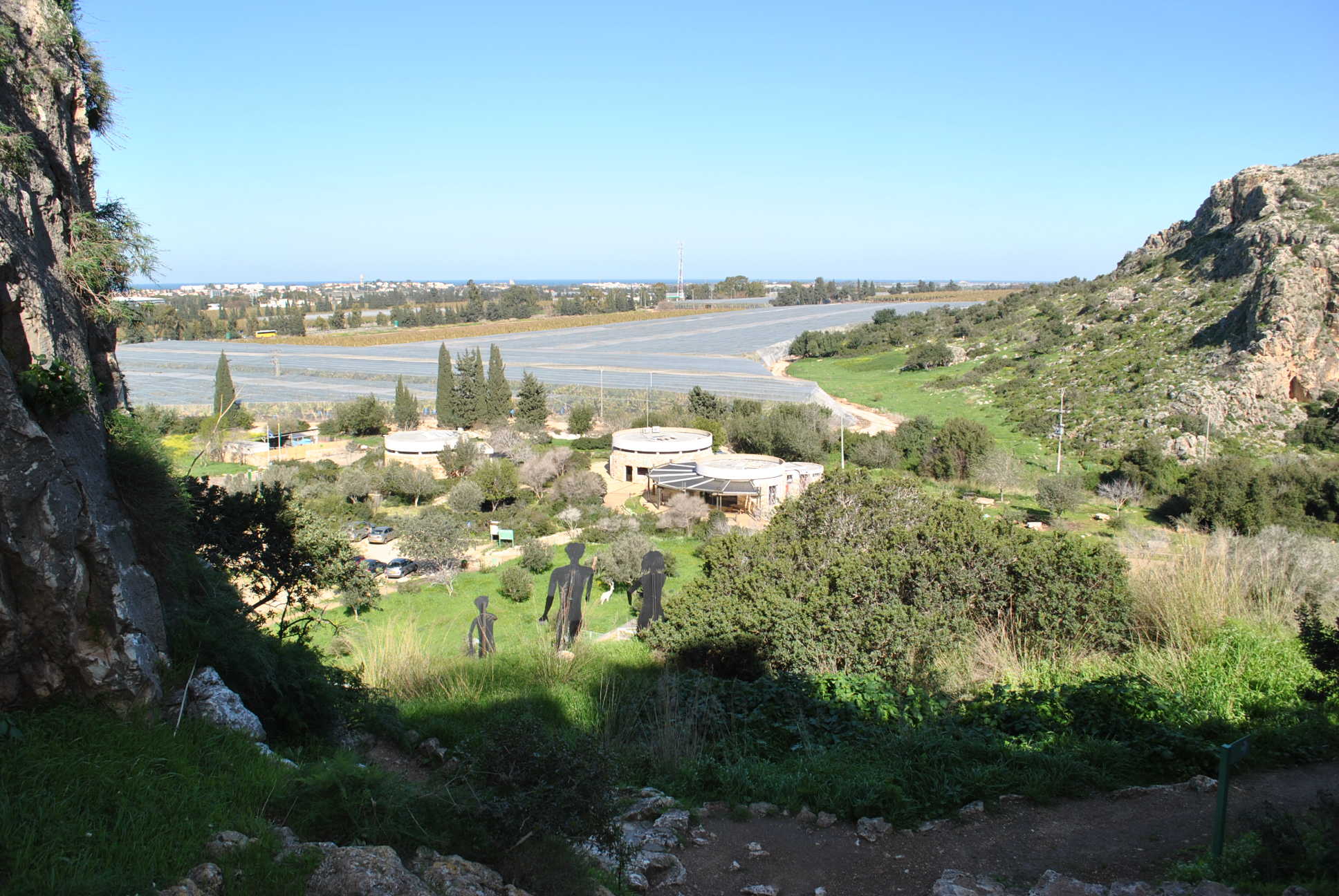
Réserve naturelle de Nahal Me'arot - Patrimoine mondial.

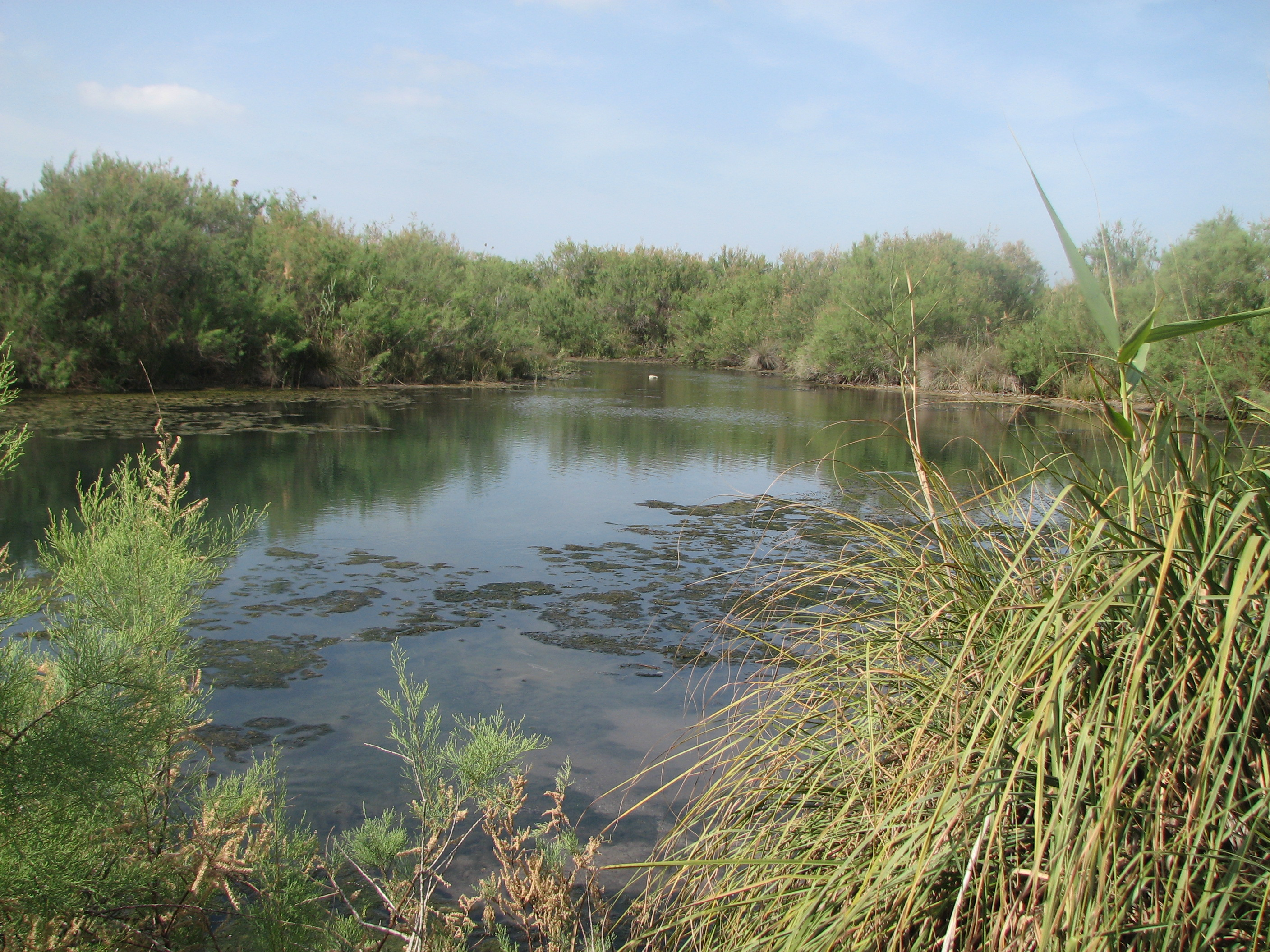
Nahal Taninim dans le nord d'Israël.

Il s'agit d'une liste partielle, contenant uniquement les parcs nationaux les plus connus.
| Nom                                                                                       | Région                                                |
| ----------------------------------------------------------------------------------------- | ----------------------------------------------------- |
| Parc national de la plage d'Achziv (réserve naturelle avec un peu d'archéologie)          | District nord : Galilée occidentale                   |
| Parc national de la rivière Alexander (réserve naturelle avec un peu d'archéologie)       | District centre                                       |
| Parc national et réserve naturelle du mont Arbel                                          | District nord : Haute Galilée                         |
| Parc national d'Apollonie                                                                 | District de Tel Aviv                                  |
| Parc national d'Ashkelon                                                                  | District centre : plaine côtière du sud               |
| Parc national d'Avdat                                                                     | District sud : Néguev                                 |
| Parc national de Bar'am                                                                   | District nord : Haute Galilée                         |
| Parc national de Beth Alpha                                                               | District nord : vallée de Jezreel                     |
| Parc national de Bet Guvrin-Maresha                                                       | Central District : Shéphélah                          |
| Parc national de Beït Shéan                                                               | District nord : vallée de Beït Shéan                  |
| Parc national de Beït-Shéarim                                                             | District nord : vallée de Jezreel                     |
| Parc national de Caco/Qaqun                                                               | Central District : Emek Hefer, plaine de Sharon       |
| Parc national de Césarée                                                                  | District nord : côte de la plaine de Sharon           |

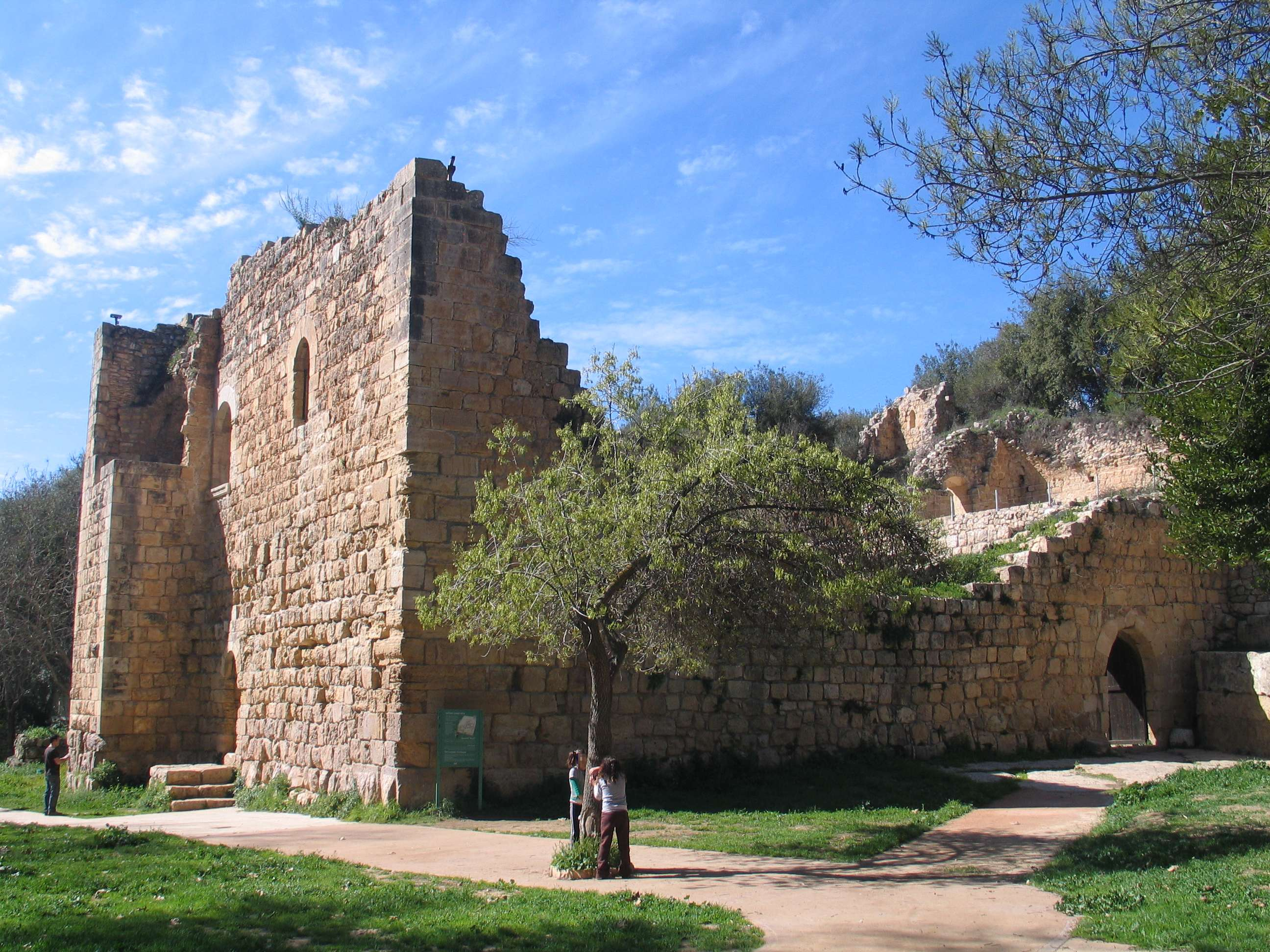
Ruines des croisés dans le parc national de Eïn-Hemed.

| Parc national de Castel                                                                   | District centre : corridor de Jérusalem               |
| Parc national d'Ein Avdat (réserve naturelle avec un peu d'archéologie)                   | District sud : Néguev                                 |
| Parc national des Antiquités d'Ein Gedi (réserve naturelle d'Ein Gedi)                    | District sud : désert de Judée et mer Morte           |
| Parc national d'Eïn-Hemed (structure fortifiée des croisés et réserve naturelle)          | District centre : corridor de Jérusalem               |
| Parc national de la vallée d'Elah                                                         | District de Jérusalem : Shéphélah                     |
| Parc national d'Eshkol (Bésor ; réserve naturelle avec un peu d'archéologie)              | District sud : Néguev                                 |
| Parc national de Gan Hashlosha (Sakhne ; parc aquatique et musée archéologique)           | District nord : vallée de Jezreel                     |
| Parc national de Hamat Tiberias                                                           | District nord : lac de Tibériade                      |
| Parc national de Lakish (pas tout à fait prêt à recevoir des touristes)                   | District de Jérusalem : Shéphélah                     |
| Réserve naturelle et parc de la crête de Lavnin (parc national établi en avril 2019)      | District de Jérusalem : Shéphélah                     |
| Parc national de Maayan Harod (réserve naturelle et maison mémoriale de Yéhoshoua Henkin) | District nord : vallée de Jezreel                     |
| Parc HaSharon (réserve naturelle)                                                         | Central District: plaine de Sharon                    |
| Parc national de Hurshat Tal (parc public et réserve naturelle)                           | District nord : Haute Galilée                         |
| Kochav HaYarden National Park (Forteresse de Belvoir et parc de sculpture Yigal Tumarkin) | District nord : Basse Galilée                         |
| Parc national de Korazim                                                                  | District nord : Haute Galilée                         |
| Parc national de Mamshit                                                                  | District sud : Néguev                                 |
| Parc national de Massada                                                                  | District sud : désert de Judée et mer Morte           |
| Parc national du Mont Carmel                                                              | District nord : mont Carmel                           |
| Parc de Ramon au Makhtesh Ramon (réserve naturelle avec des sites archéologiques)         | District sud : Néguev                                 |
| Parc national de la tombe de Ben Gourion à Midreshet Ben Gourion près de Sde Boker        | District sud : Néguev                                 |
| Parc national de Shivta                                                                   | District sud : Néguev                                 |
| Parc national de Tel Arad                                                                 | District sud : désert de Judée                        |
| Parc national de Tel Beer Sheva                                                           | District sud : Néguev                                 |
| Tel Hazor National Park                                                                   | District nord : Haute Galilée                         |
| Tel Megiddo National Park                                                                 | District nord : vallée de Jezreel                     |
| Nahal Zalmon (he) National Park                                                           | District nord : Basse Galilée                         |
| Parc national du Yarkon (sites archéologiques et réserve naturelle)                       | Central District : sources du Yarkon, centre d'Israël |
| Parc national de la fortresse de Yehi'am                                                  | District nord : Haute Galilée                         |
| Parc national de Zippori (Sepphoris)                                                      | District nord : Basse Galilée et les vallées          |

### Parcs nationaux dans les territoires occupés
| Nom | Région                                      |
| --- | ------------------------------------------- |
| Site baptismal de Qasr al-Yahoud sur le Jourdain                                                                            | District sud : désert de Judée              |
| Parc national d'Hérodion | District sud : désert de Judée/Cisjordanie  |
| Parc national du mont Hermon (site archéologique de Baniyas/Césarée de Philippe et réserve naturelle de la rivière Baniyas) | District nord : plateau du Golan            |
| Parc national de Kursi | District nord : plateau du Golan            |
| Parc national de la forteresse de Nimrod (Qal'at Namrud)                                                                    | District nord : plateau du Golan            |
| Parc national de Qumrân | District sud : désert de Judée et mer Morte |
| Parc national de Sebastia (Samarie)                                                                                         | District centre : Samarie/Cisjordanie       |

### Réserves naturelles en Israël
Il s'agit d'une liste partielle, contenant uniquement les réserves naturelles les plus connues.
| Nom | Région                                                                        |
| --- | ----------------------------------------------------------------------------- |
| Réserve naturelle d'Alonei Yitzhak | District nord                                                                 |
| Réserve naturelle d'Alonei Abba | District nord : vallée de Jezreel                                             |
| Réserve naturelle du Nahal Amud | District nord : Haute Galilée                                                 |
| Réserve naturelle de Be'eri Badlands | Néguev occidental, conseil régional d'Eshkol                                  |
| Réserve naturelle de Nitzanim | District centre : sud de la plaine côtière israélienne                        |
| Grotte de Soreq | Central District : Shéphélah                                                  |
| Ayoun | District nord : Haute Galilée                                                 |
| Bethsaïde (site archéologique et réserve naturelle) | District nord : lac de Tibériade                                              |
| Nahal Betzet | District nord : Haute Galilée                                                 |
| Balfouria | District nord : vallée de Jezreel                                             |
| Bitan Aharon | District nord : plaine de Sharon                                              |
| Réserve naturelle de Hai-Bar Carmel dans le parc national du mont Carmel                                                                                       | District nord : mont Carmel                                                   |
| Réserve naturelle de la plage de corail d'Eilat | Eilat                                                                         |
| Dor (réserve naturelle de la plaine de HaBonim, avec la réserve naturelle marine de Dor HaBonim, les îles de Dor et Ma'agan Michael, parc national de Tel Dor) | District nord : côte du Mont Carmel                                           |
| Réserve naturelle d'Eïn-Afek avec Tel Afek (site archéologique et réserve naturelle)                                                                           | District nord : Galilée occidentale                                           |
| Réserve naturelle d'Ein Gedi (réserve naturelle avec plusieurs sites archéologiques)                                                                           | District sud : désert de Judée et mer Morte                                   |
| Hurshat Tal | District nord : Haute Galilée                                                 |
| Réserve naturelle de la vallée de la Houla | District nord : vallée de la Houla                                            |
| Kerem Ben Zimra | District nord : Haute Galilée                                                 |
| Nahal Kziv (réserve naturelle avec le château croisé de Monfort                                                                                                | District nord : Haute Galilée                                                 |
| Lifta (Mei Nephtoah) (réserve naturelle) | District de Jérusalem                                                         |
| Mont Arbel (réserve naturelle avec plusieurs sites archéologiques)                                                                                             | District nord : Basse Galilée                                                 |
| Réserve naturelle du mont Carmel dans le parc national du mont Carmel                                                                                          | District nord : Mont Carmel                                                   |
| Mont Guilboa (réserve naturelle) | District nord                                                                 |
| Mont Méron (réserve naturelle) | District nord : Haute Galilée                                                 |
| Mont Thabor (réserve naturelle) | District nord : Basse Galilée                                                 |
| Grottes de Nahal Me’arot (site de l'évolution humaine (sites paléoanthropologiques) de l'UNESCO)                                                               | District nord: mont Carmel                                                    |
| Neot Kedumim (réserve naturelle avec un jardin biblique et un centre d'élevage d'animaux sauvages)                                                             | Central District : près de Modiin-Maccabim-Reout et de la forêt de Ben-Shemen |
| Grotte de Pa'ar (réserve naturelle) | District nord : Haute Galilée                                                 |
| Réserve naturelle du Poleg (Nahal Poleg) | Central District : plaine de Sharon                                           |
| Réserve naturelle de Rosh HaNikra (grottes marines et tunnels du XXe siècle                                                                                    | District nord : Galilée occiedentale                                          |
| Réserve naturelle de Shimron | District nord : vallée de Jezreel                                             |
| Réserve naturelle du Nahal Tavor | District nord : Basse Galilée                                                 |
| Réserve naturelle du Nahal Taninim | District nord : côte du mont Carmel                                           |
| Réserve naturelle de Tel Dan incluant un site archéologique majeur                                                                                             | District nord : Haute Galilée                                                 |
| Tel Anafa (réserve naturelle autour d'un site archéologique)                                                                                                   | District nord : Haute Galilée                                                 |
| Réserve naturelle de Yotvata Hai-Bar (faune désertique) | Région d'Eilat : vallée d'Arabah au nord d'Eilat                              |
| Réserve naturelle de Zakoum (Maoz Haim) | District nord : vallée de Beït Shéan                                          |

### Réserves naturelles dans les territoires occupés
| Nom                                                                                                | Région                                                     |
| -------------------------------------------------------------------------------------------------- | ---------------------------------------------------------- |
| Réserve naturelle d'Ein Prat                                                                       | District de Jérusalem, Cisjordanie                         |
| réserve naturelle d'Ein Feshkha (réserve naturelle et site archéologique)                          | District sud : désert de Judée et mer Morte (Cisjordanie)  |
| Réserve naturelle de Gamla (site archéologique et réserve naturelle)                               | District nord : plateau du Golan                           |
| Réserve naturelle du Baniyas (réserve naturelle avec le site archéologique de Césarée de Philippe) | District nord : plateau du Golan                           |
| Réserve naturelle du Nahal Senir                                                                   | District nord : plateau du Golan                           |
| Réserve naturelle de la forêt de Yehudiya                                                          | District nord : plateau du Golan jusqu'au lac de Tibériade |

## Galerie de la nature en Israël

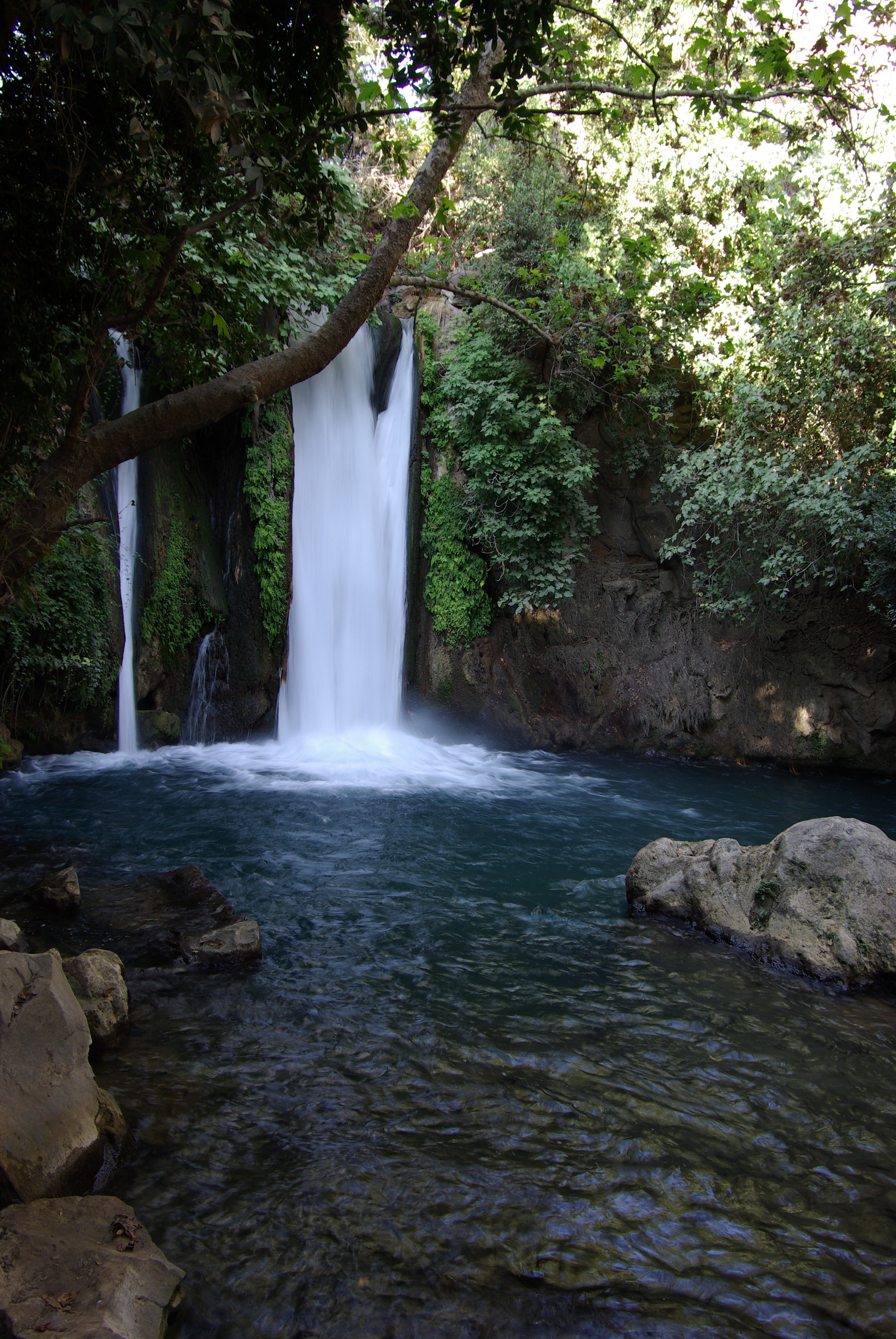
Source du Baniyas.
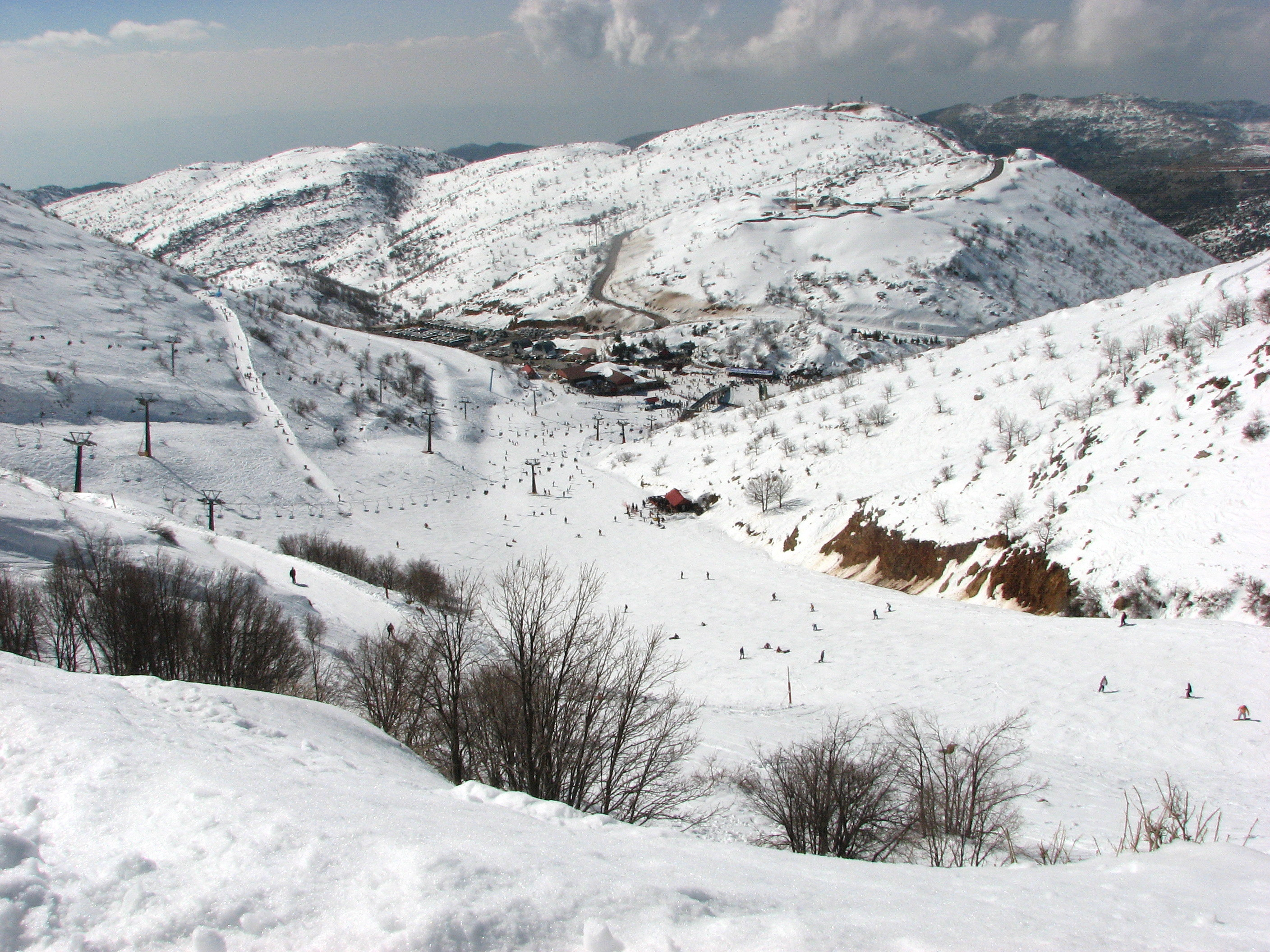
Neige sur le mont Hermon.
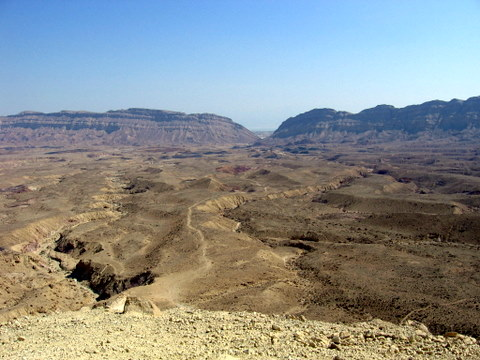
HaMaktesh HaKatan.
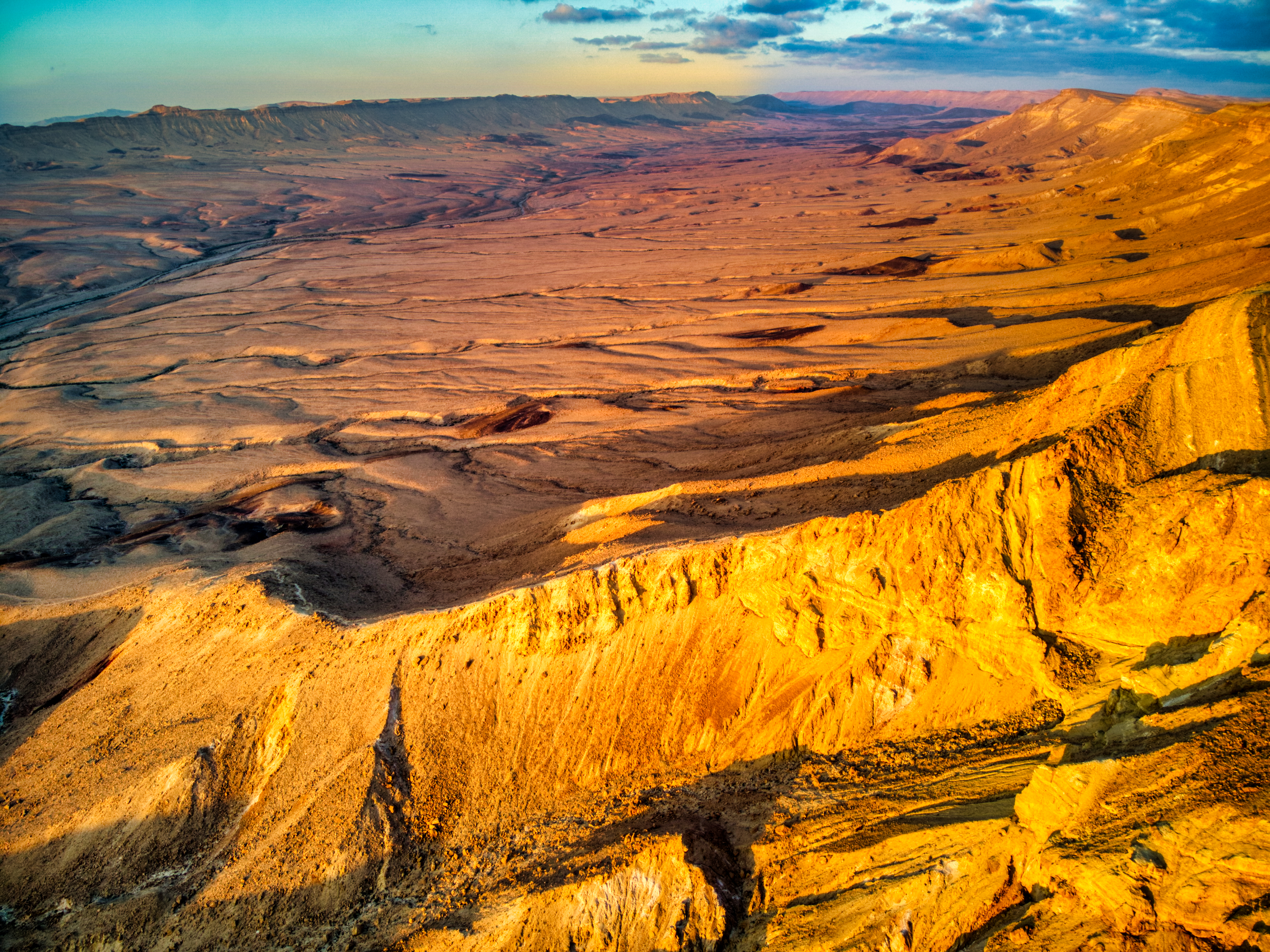
Maktesh Ramon.
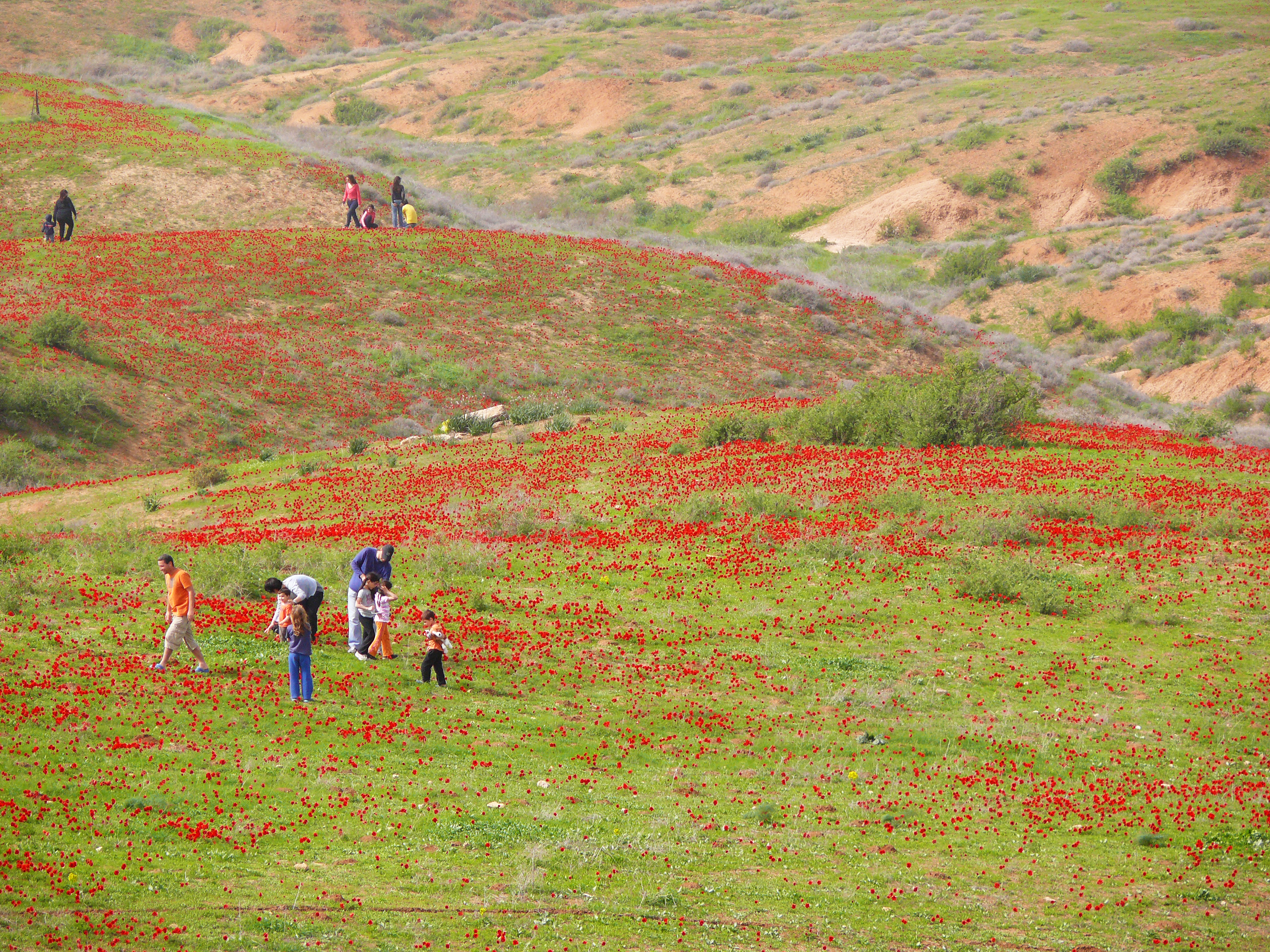
Réserve naturelle de Pura.
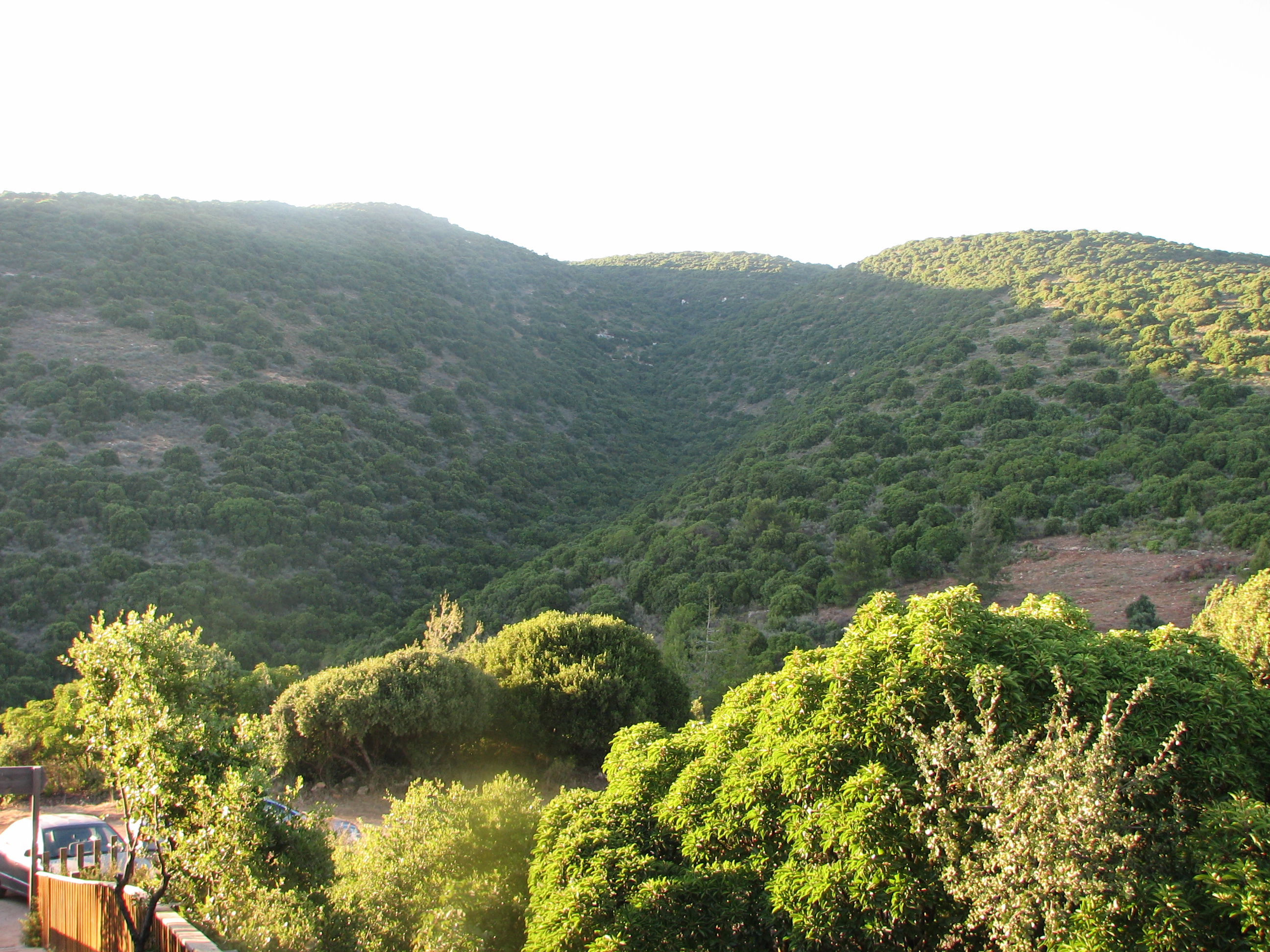
Réserve naturelle du mont Méron.
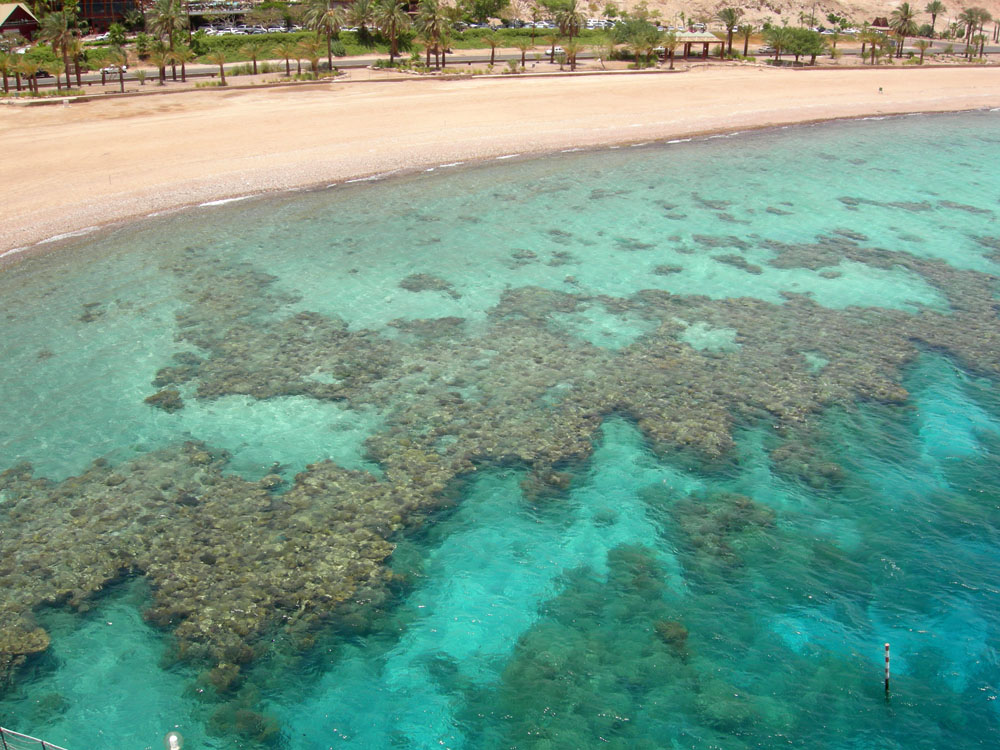
Eilat, récif de coreil à Eilat.